# Arnobiusz Starszy

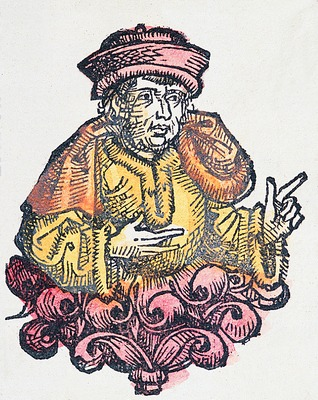
Arnobiusz

Arnobiusz z Sikki (Starszy) (ur. w III wieku, zm. 330 w Rzymie) – wczesnochrześcijański pisarz. Pochodził z Afryki. Nauczał retoryki w Sikka, a jednym z jego uczniów był Laktancjusz. Na chrześcijaństwo przeszedł pod wpływem snu; wcześniej był poganinem i wrogiem chrześcijan. Napisał dzieło Przeciw poganom, w którym odpierał zarzuty stawiane chrześcijanom przez pogan. Najprawdopodobniej dzieło to nie cieszyło się popularnością, gdyż spośród wszystkich Ojców Kościoła wspomina o nim jedynie Hieronim. Natomiast w Dekrecie Gelazego zaliczane jest do apokryfów. Arnobiusz Starszy uznawał Boga za najwyższy i niewzruszony byt, bliższy raczej Bogu filozofii niż Bogu Abrahama. Nie przeczył istnieniu bogów pogańskich, ale nie utożsamiał ich z demonami. Odrzucał natomiast biblijną naukę o stworzeniu, przychylając się do poglądów zawartych w Timajosie Platona.